# Ляженка
Ля́женка (бел. Ляжанка) — упразднённый населённый пункт, бывшая деревня в составе Грудиновского сельсовета Быховского района Могилёвской области Республики Беларусь.

## Население
- 2010 год — 0 человек